# Kaisamari Hintikka

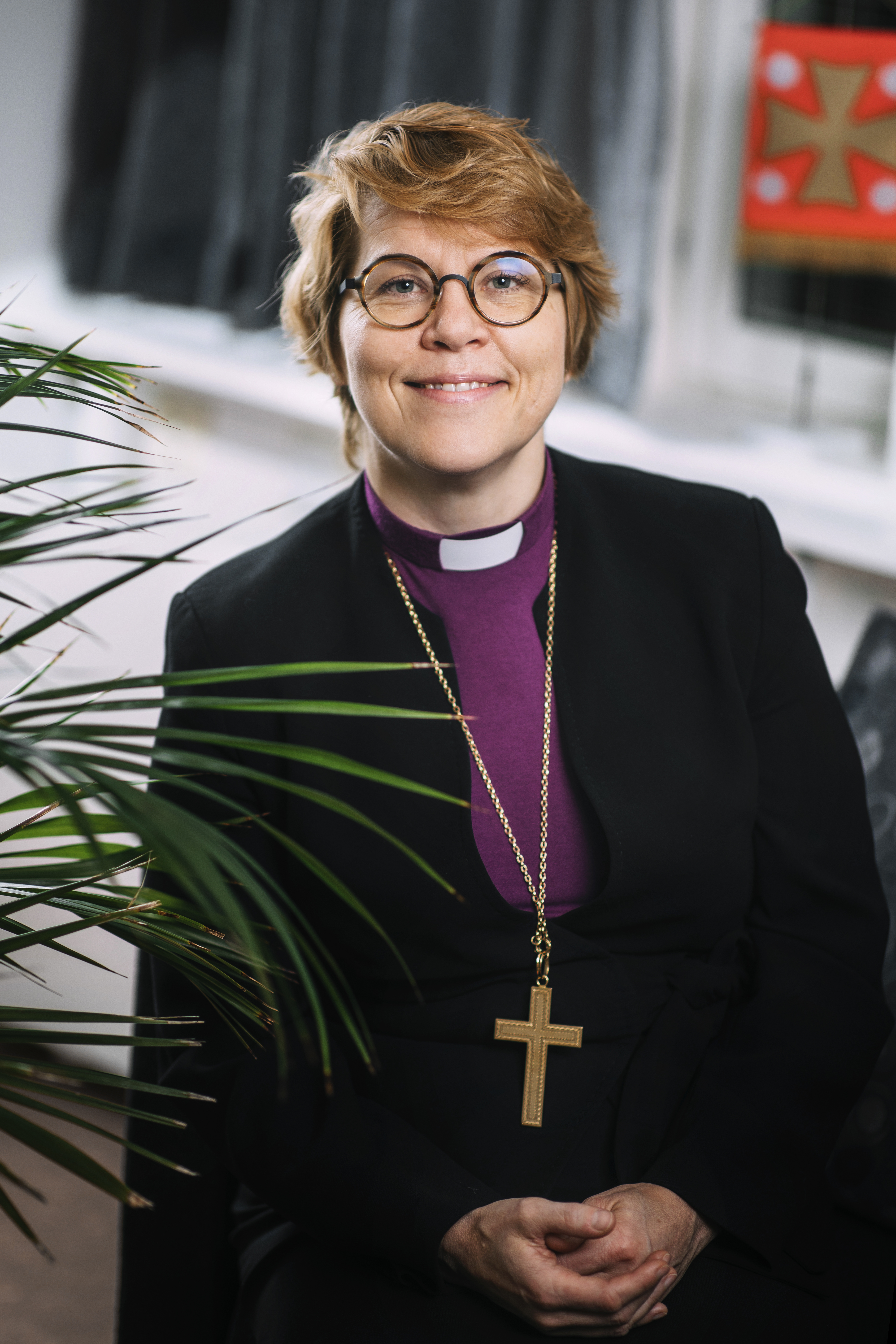
Kaisamari Hintikka (2021)

Kaisamari Hintikka (* 27. Juni 1967 in Helsinki) ist eine finnische Theologin; sie ist seit 2019 Bischöfin im Bistum Espoo der Evangelisch-Lutherischen Kirche Finnlands. 

## Biografie
Kaisamari Hintikka studierte Theologie an der Universität Helsinki, wo sie 1993 die Magisterprüfung ablegte und 2001 mit einer Arbeit über die Geschichte der ökumenischen Bewegung mit Schwerpunkt auf der Orthodoxie promovierte. Am 15. November 2011 wurde sie im Dom von Helsinki ordiniert. Es folgten Tätigkeiten in der Auslandsarbeit der Evangelisch-Lutherischen Kirche Finnlands und in der Konferenz Europäischer Kirchen. Von 2011 bis 2018 arbeitete Hintikka in Genf. Seit August 2012 war sie Assistierende Generalsekretärin für Ökumenische Beziehungen und Direktorin der Abteilung für Theologie und Öffentliches Zeugnis (ATÖZ) beim Lutherischen Weltbund.
2018 setzte sie sich im zweiten Wahlgang der Bischofswahl im Bistum Espoo gegen Juhani Holma (Järvenpää Institute for Advanced Training) durch und erhielt 57,5 % der Stimmen.
Am 10. Februar 2019 wurde Kaisamari Hintikka im Dom von Espoo zur Bischöfin geweiht; sie wurde so zur Nachfolgerin des Espooer Bischofs Tapio Luoma, der zum Erzbischof der finnischen Kirche gewählt worden war. Hintikka war (nach Irja Askola) die zweite Frau, die in der finnischen Kirche zur Bischöfin geweiht wurde. Obwohl die Frauenordination seit 1988 praktiziert wird und rund die Hälfte der Gemeindepfarrstellen von Pfarrerinnen versorgt werden, sind Frauen in der kirchlichen Hierarchie Finnlands unterrepräsentiert.

## Veröffentlichungen (Auswahl)
- The Romanian Orthodox Church and the World Council of Churches, 1961–1977 (= Schriften der Luther-Agricola-Gesellschaft. Band A 48). Helsinki 2000.
- The Pride and Prejudice of Romanian Orthodox. In: Jonathan Sutton (Hrsg.): Orthodox Christianity and Contemporary Europe: Selected Papers of the International Conference held at the University of Leeds, England, in June 2001. Peeters, Leuven 2003, S. 455–62.